# 塔庫特阿島
塔庫特阿島（英語：Takutea）是庫克群島南部的小型無人島，位於阿蒂烏島西北21千米處，受阿蒂乌岛岛屿委员会管轄。该岛土地由阿蒂乌岛全体居民共同拥有，并未被划分至特定的村落或区域。

## 地理

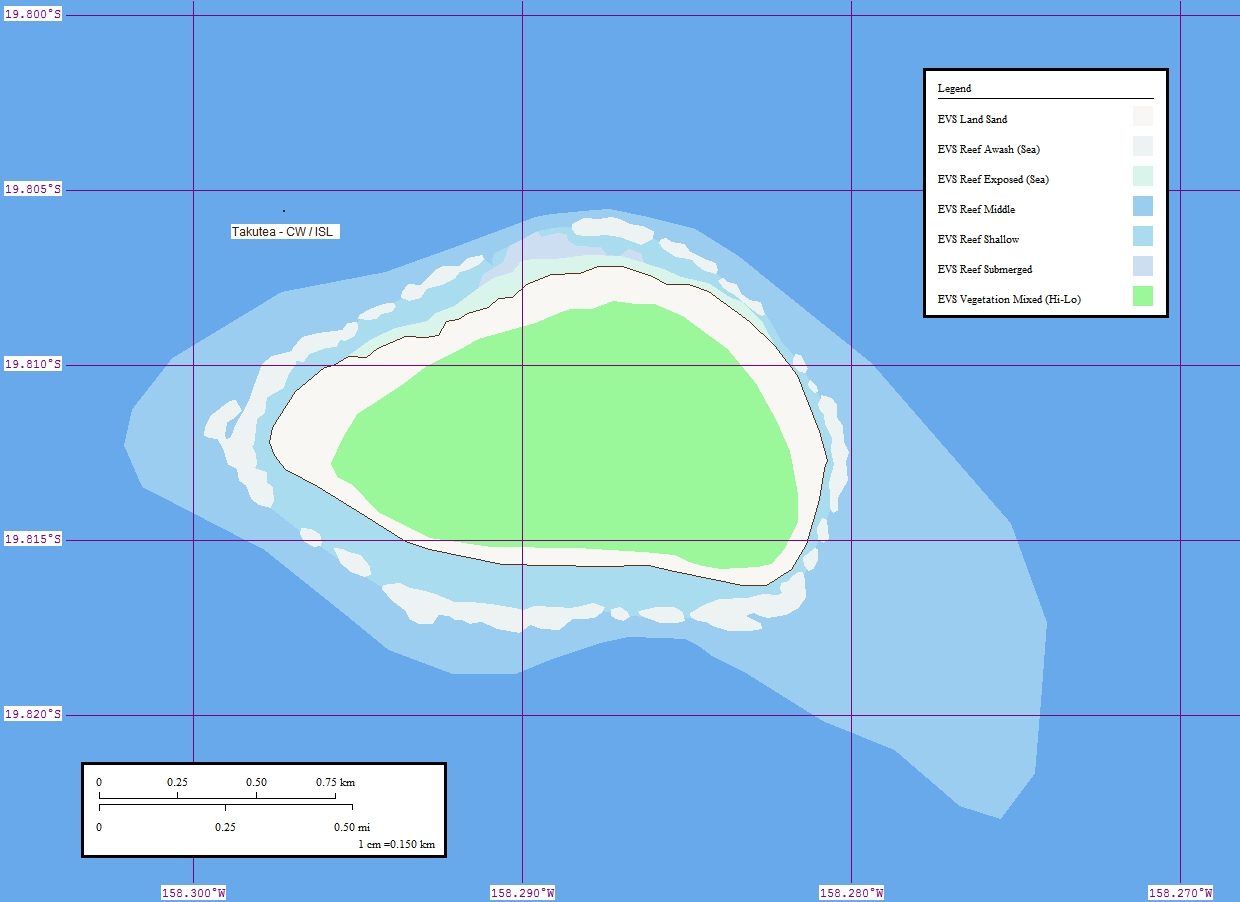
塔庫特阿島地圖

塔庫特阿島为东西走向的橢圓形沙岛，长约2千米，宽约1千米，最高处海拔约6米，全島被一片狹窄的珊瑚礁環繞。

## 歷史
塔库特阿岛自古以来便是无人岛，其原名为阿雷納島（Areuna）。后来，探險家Mariri在此附近捕到一條白色棘鳞鱼後，该岛便易名“塔库特阿岛”，意為「我的白色棘鳞鱼」。塔庫特阿島亦被称作“恩努艾提”（Enua-iti），意為「小島」29。
阿蒂烏島的土著到訪过塔庫特阿島，在此采猎海鳥与椰子，并视其为部落领地。1777年4月4日，詹姆斯·庫克的舰队发现该岛，其船员亦在岛上发现数个土著的小屋。1889年6月，英国皇家海军鸬鹚号指揮官尼科爾斯宣布該島受英國保護。1902年，阿蒂乌岛酋长恩加马鲁·罗恩戈蒂尼·阿里基將塔庫特阿島贈予英王愛德華七世，但由於恩加马鲁無權贈送島嶼，该赠予于1938年被推翻。至1905年，60%的岛屿土地被清理，征作种植椰樹、生产椰干的种植园，由阿蒂烏島的外來劳工负责维持。1950年，庫克群島土地法院任命三位阿里基与四位玛塔伊阿波（Mataiapo）作为受权酋长，代表阿蒂乌岛居民管理塔庫特阿島。 29
1963年，庫克群島当局通過法律，限制傳統船隻跨島航行。之后，该岛的访问量逐渐减少，此后便作为野生動物保護區进行管理:1。

## 生態

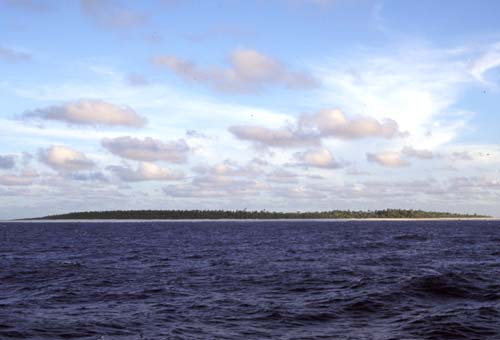
从海上看塔库特阿岛的森林

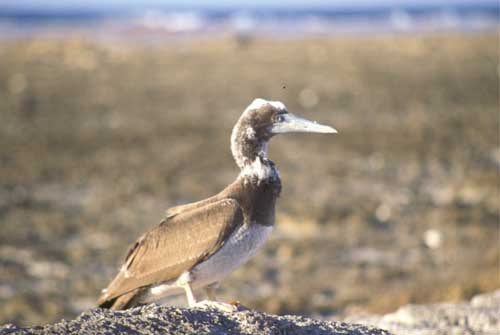
島上的白腹鰹鳥

### 植物
由于椰子种植园的建设，该岛的植被在20世紀初期經歷了大規模人為改造，此後一直處於恢復階段。滨海植被環繞著由原生灌木叢、原生林与混交林（包含原生林与人工椰林）构成的中心区域:25。滨海植被以草海桐为主，夹杂銀毛樹、露兜树。中心区域的植物以無刺藤、海岸桐、椰树为主，下层植被长有蒟蒻薯和南洋山蘇花。该岛西北部有一小片種植於1960年代的木麻黃防風林。12

### 動物
塔庫特阿島是红尾鹲与紅腳鰹鳥的栖息地。其它在此築巢的海鸟包括黑腹軍艦鳥、褐鲣鸟、白顶玄鸥、黑玄燕鷗、白玄鷗等:13。此外，该岛还是椰子蟹的棲息地:11。
由於塔庫特阿島是重要的海鳥繁殖地:1，该岛便作为野生動物保護區管理。岛屿禁止捕杀鸟类或剪除羽毛；且未獲管理者批准，任何人不得從岛上帶走任何生物。:9塔庫特阿島及附近水域已被國際鳥盟定為重點鳥區。

## 外部連結
- Atiu Island: About Takutea
- Takutea: Pictures and information （页面存档备份，存于）

19°48′47″S 158°17′39″W / 19.81306°S 158.29417°W